# یواس‌اس تاماهاوک (وای‌تی‌بی-۷۸۹)
یواس‌اس تاماهاوک (وای‌تی‌بی-۷۸۹) (به انگلیسی: USS Tomahawk (YTB-789)) یک کشتی بود که طول آن ۱۰۹ فوت (۳۳ متر) بود. این کشتی در سال ۱۹۶۶ ساخته شد.